# Jorinde und Joringel

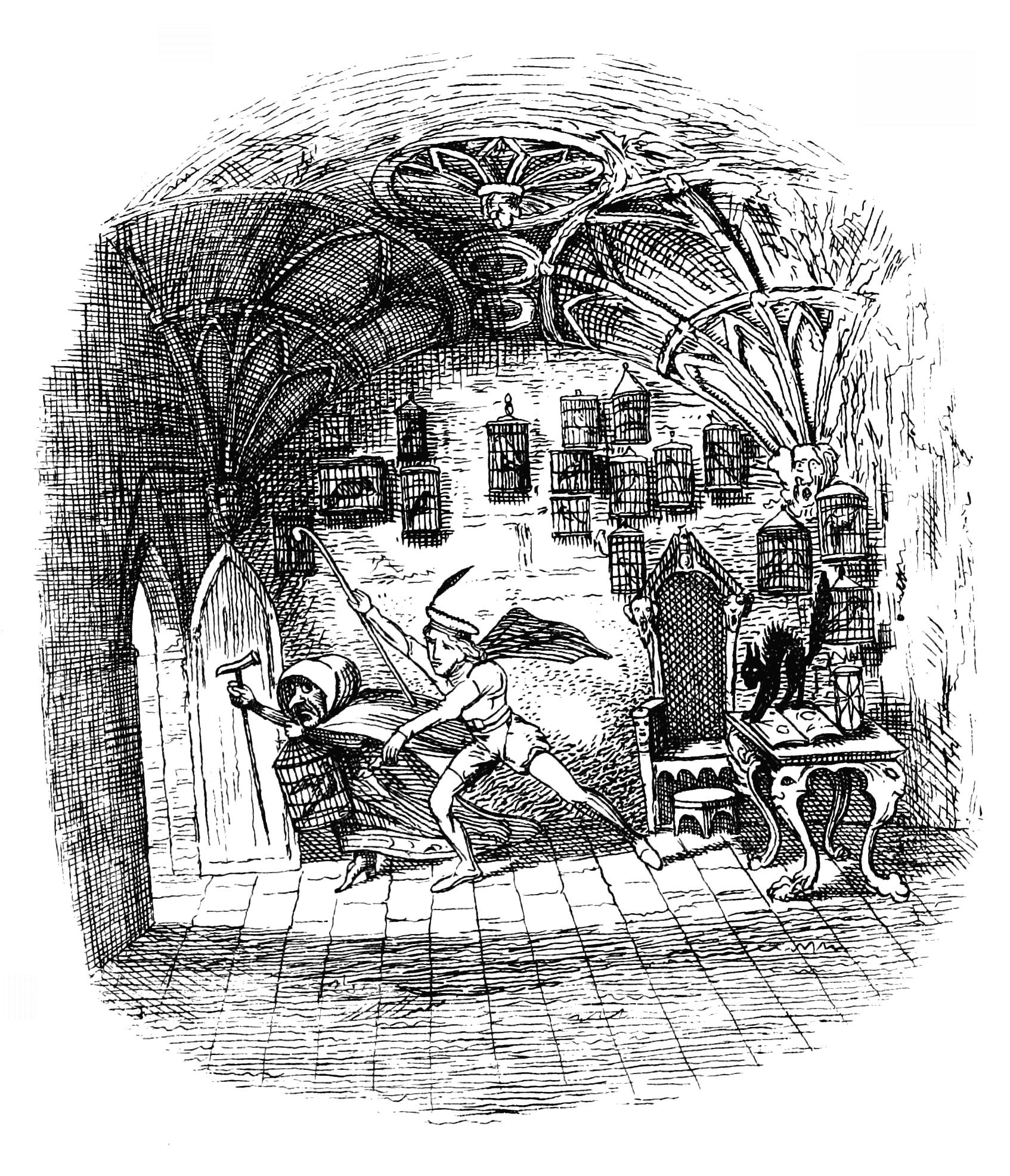
Illustration von George Cruikshank, 1876

Jorinde und Joringel ist ein Märchen (ATU 405). Es steht in den Kinder- und Hausmärchen der Brüder Grimm an Stelle 69 (KHM 69) und stammt aus Johann Heinrich Jung-Stillings Autobiografie Heinrich Stillings Jugend von 1777.

## Inhalt
In einem Schloss im Wald wohnt eine alte Zauberin. Sie verwandelt sich tagsüber in eine Katze oder Nachteule (in Jung-Stillings Version auch in einen Hasen). Sie lockt Tiere an, um sie zu schlachten. Wer dem Schloss zu nahe kommt, der kann sich nicht mehr bewegen. Jungfrauen verwandelt sie in Nachtigallen, die sie im Schloss aufbewahrt. 
Jorinde und Joringel sind ein junges Liebespaar, das versehentlich in die Nähe des Schlosses kommt. Sie weinen erst und werden ganz traurig, dann wird Jorinde zu einer Nachtigall, und während Joringel sich nicht bewegen kann, fängt die Hexe sie ein und nimmt sie fort. Joringel fleht sie an, sie freizulassen, doch sie lässt sich nicht erweichen. 
Joringel verbringt lange Zeit in der Fremde als Schäfer und geht oft um das Schloss herum. Dann träumt er von einer blutroten Blume mit einer Perle in der Mitte. Er wandert neun Tage und findet die Blume morgens mit einem Tautropfen in der Mitte. Dagegen ist die Hexe machtlos, obwohl sie Gift und Galle sprüht. Sie versucht, einen Vogel wegzutragen, da erkennt er Jorinde und befreit auch die 7000 anderen Vögel.

## Sprache und Stil

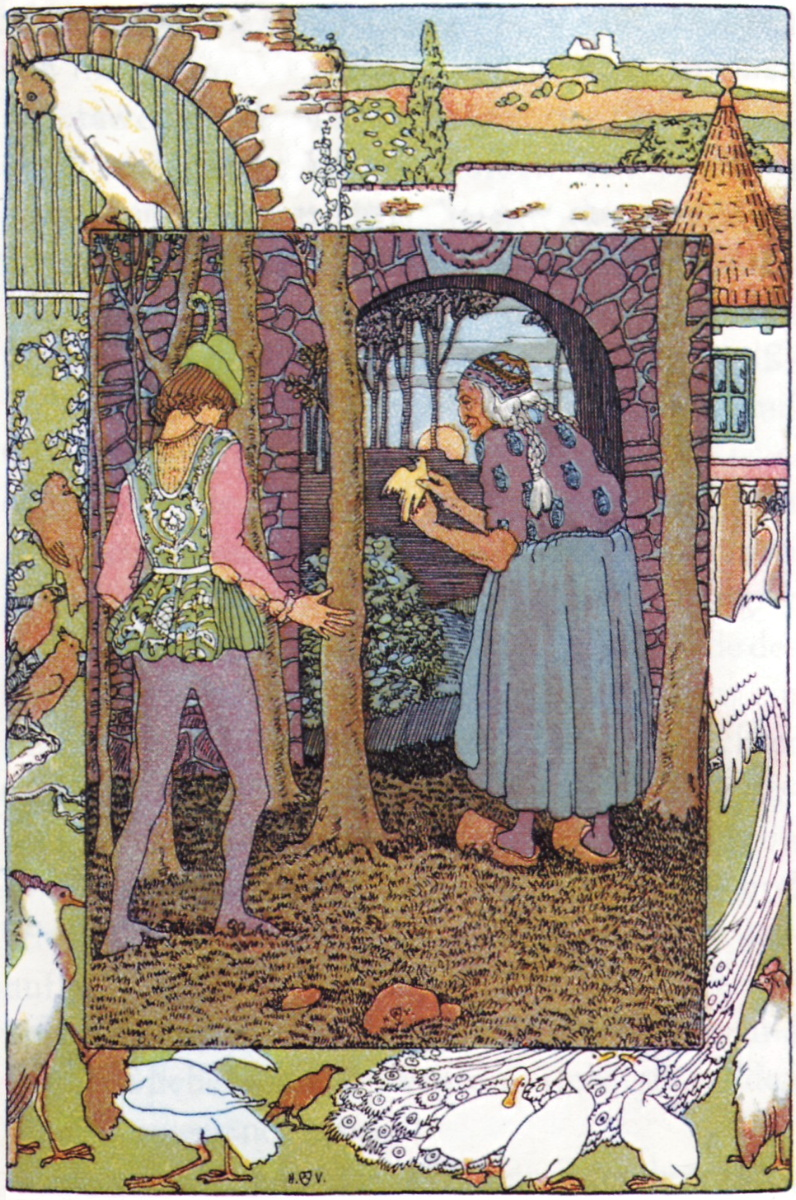
Illustration von Heinrich Vogeler

Die Geschichte ist trotz mancher Einzelheiten kurz erzählt. Einfache, aneinandergereihte Satzstrukturen und gewählte Ausdrücke wirken zugleich natürlich und gehoben. Viele Sätze wie mitten in einem großen dicken Wald, darinnen wohnte eine alte Frau ganz allein klingen bedeutungsschwer bis eigentümlich, wie schon die erfundenen Namen Jorinde und Joringel. Wörtliche Reden fehlen fast, bis auf Joringels die Handlung einleitendes „Hüte dich,“ … „daß du nicht so nahe ans Schloß kommst“, und die beiden auffälligen Gedichte. Bei ihrer Verwandlung singt Jorinde:
„Mein Vöglein mit dem Ringlein roth
Singt Leide, Leide, Leide;
Es singt dem Täublein seinen Tod,
Singt Leide, Lei – Zicküth! Zicküth! Zicküth!“
Die unregelmäßigen Jamben treffen hier auf helle Vokale, bis auf den Reim rot – Tod. Die alte Frau erlöst Joringel mit einem Singsang, ebenfalls schwere Jamben. Die Vokale sind dunkler, die Verse abgebrochen und plump, besonders am Schluss. Manche Herausgeber druckten sie ebenfalls als Vierzeiler:
„Grüß dich, Zachiel,
wenn’s Möndel ins Körbel scheint,
bind los Zachiel,
zu guter Stund.“
Der selbstverständliche Umgang mit Magie, Schwarz-Weiß-Malerei und Sieg des Guten passen zum Zaubermärchen. Untypischerweise beschreibt der Text die Hexe vor der Handlung, die spannend erzählt ist. Die Sonnenuntergangsszene führt unversehens zum nächtlichen Tiefpunkt, gefolgt von erneuter Wendung morgens und Erlösung. Der Gegensatz von Tag und Nacht dient der moralischen Charakterisierung. Das Wunderbare nimmt der Held für ein Märchen eher beiläufig wahr. Es fällt den Liebenden nach bestandener Bewährung zu, Strafe erübrigt sich. Schon der Spannungsbogen erinnert an ein Drama oder christliche Geschichtsauffassung von Sündenfall und Erlösung, die Moral passt gut zu Jung-Stillings sehr pietistischer Erziehung.

## Interpretation

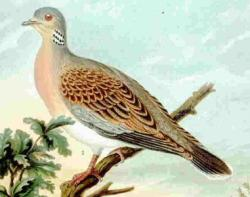
Darstellung einer Turteltaube

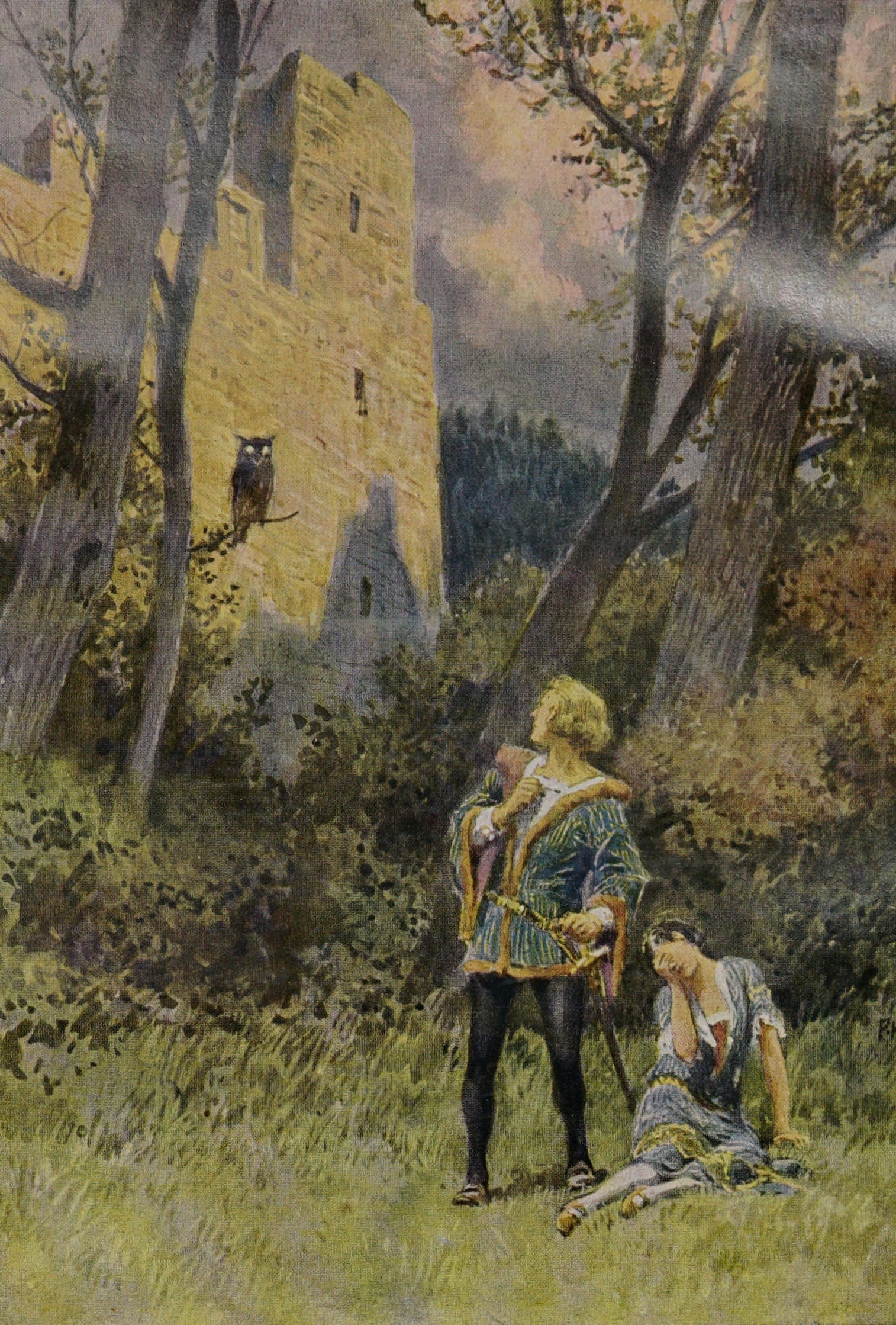
Illustration von Paul Hey, 1939

### Metaphern im Text
Das Liebespaar wird mit Turteltauben verglichen, gemäß der Redensart verliebt wie die Turteltauben: Als Jorinde weint und klagt, singt eine Turteltaube kläglich auf den alten Maibuchen, und als sie verwandelt wird, singt sie selbst vom „Vöglein mit dem Ringlein rot“. Turteltauben haben einen roten Ring um ihre runden Augen und sind ein Symbol für Friede, Reinheit und Unschuld (siehe auch Venus). Die Nachtigall, zu der Jorinde wird, verleiht dem eine mehr sinnliche oder melancholische Färbung. Mit der Maibuche kann nur die gewöhnliche Rotbuche gemeint sein, die im Mai austreibt und blüht. Sie ist nach westfälischer Folklore Fruchtbarkeitssymbol. Die Beschreibung der alten Frau mit großen roten Augen und krummer Nase ähnelt der Eule, in die sie sich verwandelt. Ihr Ruf „Schu – hu – hu – hu“ und die glühenden Augen passen am besten zu einer Waldohreule, die in ganz Mitteleuropa verbreitet ist. Sie, der Mond und die Katze sind Attribute von Hexen (siehe auch Artemis, Hekate, Freya, Lilith, Luna; KHM 70, 174). Joringels blutrote Blume ist am ehesten eine Rose (Liebe), könnte aber auch eine Nelke sein (Tod, vgl. KHM 76) oder eine Lilie (Auferstehung). Ihr Blütenring entspricht Jorindes „Ringlein rot“. Die Tränen werden also im Traum zur Perle, dann Morgentau (vgl. KHM 179). Rot wie Blut steht für Gefahr, Sünde, schließlich Liebe.
Die variierte Kreisform von Ringlein und Blume deutet Komplementarität an, wie schon die Namen Jorinde (wie Rinde) und Joringel (sich ringeln). Man mag an den Fußring gezähmter Vögel denken, oder an den Ehering. In anderen Märchen legt der Mann der Frau zur Erkennung einen Ring in den Weinkelch (KHM 25, 65, 93, 101, AaTh 947). Die Nachtwesen teilen bei allem Gegensatz zu den frommen Tauben eine Ambivalenz, so hat der Mond eine zu- und abnehmende Hälfte, die bedrohliche Eule gilt auch als scharfsichtig und weise, die Katze ist Raub- und Haustier. In Jorindes Lied verrät die Formulierung „Mein Vöglein“ eine Identität der jungen mit der alten Frau, die umgekehrt Gnade beweist, als sie Joringel losbindet, und mit Jorindes Erlösung verschwindet (vgl. KHM 179). Ihr „wenn's Möndel ins Körbel scheint“, entspricht bildlich der Perle im Blütenkelch und sprachlich der Verkleinerungsform „mein Vöglein mit dem Ringlein rot“. Führt man die sexuelle Deutung von Ring und Blume mit Tautropfen fort, so personifiziert die Hexe in ihrer lähmenden, aber auch behütenden Wirkung die Angst beider junger Menschen vor der Initiation: Sie waren so bestürzt, als wenn sie hätten sterben sollen. Bannkreise, als Schadenzauber oder zur Heilung, ähneln einem Binden mit magischem Seil. Im Märchentyp Jungfrau im Turm (KHM 12) erfolgt die Befreiung in einem Korb an einem Seil. Die Hexe nutzt aus, dass sie ihre Opfer anzieht (vgl. KHM 8), sie lähmt sie, und sie speit Gift (vgl. KHM 12, 50, 53). Sie ähnelt damit einer Schlange, deren Gift auch lähmend wirkt und die wegen ihrer Häutungen (Verwandlungen) als unsterblich verehrt wurde (siehe auch Meduse, Basilisk, Gilgamesch-Epos). Durch ihren Körperbau und zwiespältige Bedeutung im Alten Testament und in gnostizistischem Gedankengut ist sie wichtiges Symbol der Dualität bzw. deren Überwindung (Ouroboros).

### Mystische Symbolik
Die Geliebte als Vogel im Käfig ist ein altes Literaturmotiv, das schon auf heidnische Vorstellungen zurückgeht (vgl. Varianten zu KHM 88). Hier sind es Körbe, was auf den Faden der griechischen Schicksalsgöttin Lachesis oder aber auch auf Bienenkörbe anspielen kann. Der Demetermythos vereint die geraubte Braut mit dem Gegensatz aus zürnender Toten- und vergebender Fruchtbarkeitsgöttin. Ihre Beigaben waren Weizen, Mohn, aber auch Mond, Tauben und Bienen. Karl Kerényi sieht hier u. a. Zusammenhänge zu Medusas Enthauptung mit einer Sichel, dem mondförmigen Gerät der Kornernte. Die antiken Mysterienkulte, die vielen literarischen Texten als geheimer Subtext zugrunde gelegen haben sollen (zum Beispiel Ovids Metamorphosen), arbeiteten mit dem Wechsel von Nacht und Tageslicht. Im Mithraskult gehörten Schlange, Bienenpuppe, Taube und Licht mit der Liebesgöttin Venus zum zweiten Weihegrad Nymphus, dagegen Hirte, Eule, Nachtigall und Dämmerung mit dem Mond zum fünften Grad Perses. Laut der Anthroposophin Friedel Lenz wurde bei den Eleusinischen Mysterien eine Opfergabe in einem Korb dargebracht, wobei der Mond in den Korb scheinen musste. Sie vermutet, dass in Zachiel der Erzengel Zachariel anklingt, also eine eigentlich gute, aber hier verstümmelte Göttlichkeit. Zachariel (Zadkiel) kommt in apokryphen Schriften vor. Gefallene Engel gibt es sowohl im Alten Testament als auch im Gnostizismus. In der Alchemie erfolgte die Veredelung des Menschen über eine schwarze Phase (Sterben), gefolgt von einer weißen (Reinheit) und einer roten (Morgenröte). Letztere sind auch das Weibliche und das Männliche, die sich dann vereinen. Die Blume ist wieder das schöne, lebendige oder der Mensch selbst (vgl. KHM 9, 56, 76, 85, 160, 188). In Spagyrik und Homöopathie wird die rote Tiger-Lilie bei Frauenleiden und Herzbeschwerden mit dem Gefühl berstend voller Blutgefäße verwendet. Friedel Lenz interpretiert das Märchen als Dämmerzustand der Seele und Erlösung aus dieser Isolation durch aktive Liebe. Christa Siegert erklärt die Hexe im Wald als jenseitiges Wesen (Archont) in menschlichen Gedankennetzen (Äonen), das Vorstellungen und Gefühle zu sich saugt, um sich davon zu ernähren. Der Mensch kann es nicht erkennen und lässt sich binden, was zur Trennung von Herz und Haupt, Frau und Mann führt. Er kann sich nur abwenden und seine Gedanken hüten, bis ihm die Vision des Grals geschenkt werden kann, der im innersten Seelenkern alle Widersprüche löst.

### Psychologische Deutungen
Psychoanalytisch gedeutet ist das Schloss der Zauberin ihr Körper, dem man nicht zu nahe kommen darf. Nach der analytischen Psychologie Carl Gustav Jungs steht die böse Hexe in vielen Mythen für den Archetyp des Schattens oder der unheilvollen Mutter, aus deren Fängen der Held die Anima befreien muss. In der modernen Psychologie werden Identitätsstörungen mit extremem Schwarz-Weiß-Denken mit der Borderline-Persönlichkeitsstörung in Verbindung gebracht. Der Psychotherapeut Rudolf Müller interpretiert das Märchen als Konflikt einer symbiotischen Beziehung zwischen unfertigen Persönlichkeiten (wie in Hänsel und Gretel), deren innere Abhängigkeit erst durch eine Phase äußerer Trennung und Depression überwunden wird. Ulla Wittmann sieht eine Spaltung in Joringels Bewusstsein, indem ein Teil tierisch wird. Die Hexe ist der steife, entwicklungsfeindliche Aspekt des Unbewussten. Diese Entwicklung zur Einseitigkeit entsteht z. B. durch vorgeschriebene Weltbilder. Im meditativen Zustand des Schafehütens erscheint ihm erst im Traum als Symbol der Transzendenz die Blume. Die Blütenblätter mit Perle symbolisieren die Ganzheit des Selbst mit seinem Kern jenseits aller Gegensätze aus männlich und weiblich, die durch die Farben Rot und Weiß dargestellt sind. Mit der Überwindung dieser subjektalen Deutung kommt auch die Aufhebung der Gegensätze von Ich und Du, aus narzisstischer wird wahre Liebe. Verena Kast sieht die Blume mit Perle als Verbindung körperlicher und mystischer Liebe, womit Joringel gelernt hat, im Alltäglichen die Zeichen der Transzendenz zu sehen und Liebe wirklich leben kann. Ihr Client war beruflich erfolgreich, aber fand sich verschlossen. Er träumte, dass er in einem Zweckbau eine bestimmte Tür suchte, erst ein Bub mit einer tief roten Blume konnte sie öffnen. Den Träumer faszinierte dessen kindliches Vertrauen und Konzentration. Das Märchen machte ihn nachdenklich, dass er sich eigentlich wie verhext verhielt. Er hatte Frauen hochstilisiert, sich selbst entwertet und so Beziehung verunmöglicht.

## Jung-Stillings Autobiographie

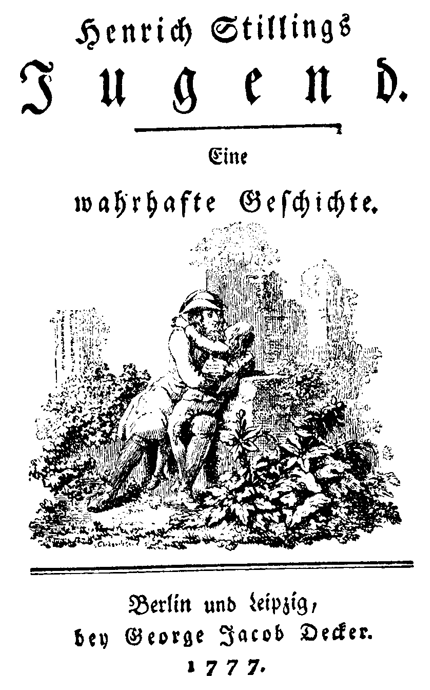
Titel der Erstausgabe von Henrich Stillings Jugend mit Darstellung seiner Eltern an der Ruine (anonymer Stich)

Johann Heinrich Jung-Stilling beginnt seine Autobiographie Heinrich Stillings Jugend mit dem Heiratswunsch seines Vaters, wobei zwei Nachtigallen erwähnt werden, die wechselseitig auf das allerliebste singen. Das Elternhaus steht am Fuße des Geisenberges, auf dem das Geisenberger Schloss steht, eine Ruine, um die der Geist des einäugigen Räubers Johann Hübner spukt. Es ist die Ginsburg auf dem Ginsberg (heute bei Grund, Stadtteil von Hilchenbach). Stillings Vater und seine Frau Dortchen gehen dort während der Hochzeit und nach der Geburt ihres Sohnes spazieren. Dabei wird jeweils ein bedeutungsschweres Lied wiedergegeben, deren ersteres vom Ritter mit dem schwarzen Pferd Motive des Märchens wie Vogel, Mond, Ring und Gifttod vorwegnimmt. Dortchen fühlt sich krank und freudlos und stirbt später, worauf ihr Mann untröstlich immer wieder im Wald herumgeht.
Das Märchen selbst wird an späterer Stelle von Tante Mariechen erzählt. Währenddessen sucht der Großvater Holz und hat eine Vision seines bevorstehenden Todes, in der das verstorbene Dortchen „wie eine Jungfrau“ aus der Tür eines Schlosses tritt. Im letzten Satz des Buches werden nochmal ein Paar einsame Täubchen auf dem Grab des Großvaters erwähnt, die sich zwischen den Blumen liebkosen. Auch in der Fortsetzung Heinrich Stillings Jünglingsjahre gibt es immer wieder Rückblicke zu Mutter und Großvater bei der Schlossruine, wobei auch in eigenen Gedichten von untergehender Sonne, Tauben, Mond und Morgentau die Rede ist. Die übrigen Teile enthalten keine Anspielungen mehr. Jung-Stilling verdichtet hier mythologischen Stoff unter moralischer Intention, worauf er später offenbar aus autobiographischer oder theologischer Gewissenhaftigkeit verzichtet. Trotzdem erscheint in seinem Roman Die Geschichte des Herrn von Morgenthau wieder eine Waldruine als melancholischer Zufluchtsort des Trauernden, der nach Rettung durch den Helden kommentiert, er habe da „unter Zichim und Ochim gewohnt“ (vgl. Zachiel im Lied der Hexe). Die Szene wird wieder mit Mond, Abend- und Morgensonne, klagender Musik, Turteltaube, Tautropfen, Rose und Königskerzen beschrieben. Jung-Stillings Hauptwerk Das Heimweh kreist besonders um den Gedanken von Wiedergeburt aus Tränen. Die Initiationsrituale des Helden erinnern an antike Mysterienkulte, in denen göttliche Wahrheit gesehen wird.
Jung-Stilling schrieb seine Jugendbiographie 1772 nach seinem Medizinstudium. Sein Studienfreund Johann Wolfgang von Goethe kürzte und veröffentlichte sie 1777 als Henrich Stillings Jugend. Eine wahrhafte Geschichte. Der Verfasser blieb trotz verfremdeter Personen- und Ortsnamen nur kurze Zeit unerkannt und wurde dann nach der Hauptperson Jung-Stilling genannt. Nach seiner Aussage hatte Goethe dem Buch keine „Verzierungen“ hinzugefügt. Die Fortsetzung (1778) und die übrigen Bücher veröffentlichte er selbst. Es lässt sich nicht nachprüfen, ob er das Märchen wirklich von seiner Tante gehört hat oder inwieweit es sich sonst um ein Volksmärchen handelt. Die sorgfältige Textkomposition spricht für literarische Bearbeitung höchstwahrscheinlich durch Jung-Stilling selbst. Nach heutigen Erkenntnissen müsste er es auf der Grundlage verschiedener Einflüsse erfunden haben, da direkte Vorläufer fehlen.
Jung-Stilling wurde durch Thüring von Ringoltingens Melusine (1456) beeinflusst, die er als Kind las und im Wald allein nachspielte: Ein Grafensohn tötet versehentlich bei der Jagd seinen reichen Vetter, bei dem er lebt. Verzweifelt irrt er durch den Wald und findet morgens an einer Quelle die Wasserjungfrau Melusine, die ihn heiratet, reich und glücklich macht unter der Bedingung, dass er ihr an Samstagen nicht nachstellt. Als er eines Tages das Tabu bricht, sieht er sie im Bad mit dem Unterleib einer Schlange. Sie tut als sei nichts gewesen, doch der Sohn begeht Brandstiftung. Als der Mann sie anklagt, verliert sie ihre ersehnte Seligkeit als sterbliche Frau, entweicht durchs Fenster und umfliegt dreimal die Burg, und er verliert sein Glück.
Dieter Cunz schreibt: Wir wissen, daß es Herder war, der Stillings Ohr geschärft hatte für das Raunen und Geistern in alten Bergruinen. Die Tendenz zu Hell-Dunkel-Dualismen, die sich auch sprachlich ausdrücken, ist typisch für pietistische Literatur. Besonders naheliegend als biblische Inspirationsquelle ist das Hohelied Salomons (Hld 1,1 ). In der Bibel ist die Turteltaube meist Opfergabe, in Hld 2,12  Zeichen des Frühlings, die Eule ein Bild des Verfalls (Ps 102,7 ; Jes 13,21 ; Zef 2,14 ). Der Hase gilt als unreines Tier (3 Mos 11,6 ; 5 Mos 14,7 ). Tau ist Zeichen des Heils (1 Mos 27,28 ; 1 Mos 27,39 ; 2 Mos 16,13 ), Blumen u. a. eine Metapher des vergänglichen Leibes (Jes 28,1 ; Jes 40,6 ; Jak 1,10 ; 1 Petr 1,24 ). Für die Zauberin mag Kirke aus Homers Odyssee Vorbild gewesen sein, die Stilling gerne las (in Heinrich Stillings Jünglingsjahre), oder zum Beispiel Nimue aus der Artussage. Stilling kannte auch Shakespeares Romeo und Julia. Jorindes Lied klingt ähnlich wie Desdemonas Lied in Othello (Akt 4, Szene 3). Shakespeare verwendet auch viele blumige Umschreibungen (zum Beispiel Hamlet, Akt 1, Szene 3; Cymbeline).

## Grimms Märchen

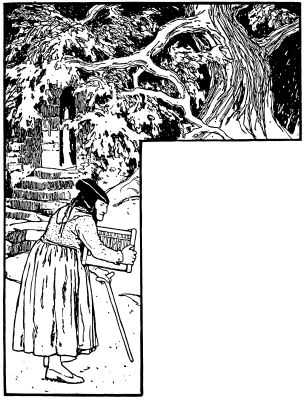
Illustration von Otto Ubbelohde, 1909

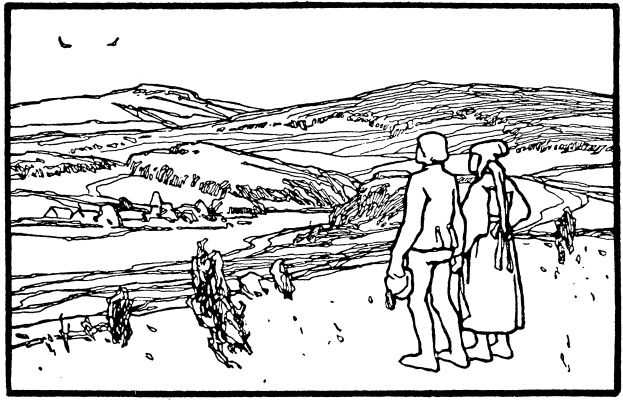
Illustration von Otto Ubbelohde, 1909

Bekannt ist das Märchen vor allem durch die Brüder Grimm. Ihre Kinder- und Hausmärchen enthalten es ab der 1. Auflage von 1812 an Stelle 69. Abgesehen davon, dass sich bei Jung-Stilling die Hexe auch in einen Hasen verwandelt, nahmen sie nur geringfügige sprachliche Glättungen vor, wobei Joringels dialektgefärbtes „Nu! was soll mir geschehn?“ zu „Uu, was soll mir geschehen?“ uminterpretiert wurde. Auch die weiteren Auflagen bei Grimm zeigen lediglich kleine Anpassungen ans Hochdeutsche. Aus in die Kammern des Schlosses wurde zur 3. Auflage in eine Kammer des Schlosses. Ihre Anmerkung verweist noch auf eine mündliche Erzählung aus den Schwalmgegenden von zwei Kindern und einer Hexe, die den Jungen in einen Vogel verwandelt. Das Mädchen befreit ihn mit einer Blume und verwandelt die Hexe in einen Raben, erlöst dann aber auch sie.
Die textgetreue Übernahme ist ein Anzeichen hoher Wertschätzung, entsprach doch der pietistische Brauch moralisierender Lebensberichte Grimms Auffassung ihrer Märchen als Erziehungsbuch. Jung-Stillings Lebensgeschichte gehörte zu ihren frühesten Erwerbungen und könnte sie nachhaltig beeinflusst haben. So ergänzte Wilhelm Grimm noch für die 6. Auflage von 1850 zur Charakterisierung der Hexe in Hänsel und Gretel: Die Hexen haben rote Augen und können nicht weit sehen, aber sie haben eine feine Witterung, wie die Tiere, und merkens, wenn Menschen herankommen (vgl. auch Bechsteins Vom Knaben, der das Hexen lernen wollte). In KHM 181 Die Nixe im Teich und KHM 198 Jungfrau Maleen lässt er die getrennten Liebenden um den Teich bzw. ums Schloss herumlaufen, was in den zugrunde liegenden Originaltexten nicht vorkommt. Gleiches gilt für die Verwendung des Gedichtes in KHM 179 Die Gänsehirtin am Brunnen. Der überhaupt ähnliche Handlungsverlauf von Die Nixe im Teich könnte bereits durch die weite Verbreitung von Grimms Märchen beeinflusst sein. KHM 123 Die Alte im Wald entstand vermutlich nach dem Vorbild von Jorinde und Joringel. Passen würde auch der Totemismus des Rosenbäumchens in KHM 161 Schneeweißchen und Rosenrot.
Umgekehrt könnte sich die Ähnlichkeit zu Tierbräutigam-Märchen (AaTh 425) wie Grimms KHM 88 Das singende springende Löweneckerchen und KHM 127 Der Eisenofen durch gemeinsamen Einfluss des Melusinenstoffs erklären. Weitere Motivähnlichkeiten bestehen zur Jungfrau im Turm (AaTh 310, 870: KHM 12, 76, 198) oder Schwanenjungfrau (AaTh 400, 401: KHM 92, 93, 193) und zum Blumenmädchen (AaTh 407: KHM 56, 76). Zum Totenvogel vgl. KHM 47, 96, zur Blume KHM 203, zur Versteinerung KHM 60, 85, 113, 74a. Ein Haus im Wald (KHM 9, 11, 13, 22, 31, 40, 53, 68, 93, 116, 123, 125, 127, 163, 169) oder Schloss im Wald (KHM 50, 137, 197, 130a) gibt es oft. Auch Zauberblumen sind im Märchen nicht ungewöhnlich, siehe z. B. Grimms Anmerkung zu KHM 28 Der singende Knochen, Bechsteins Das klagende Lied, Marie de France’ Eliduc. Die Rezeption der Farben Weiß und Rot (Unschuld und Leidenschaft) im Hohen Lied hat lange Tradition, z. B. in Eschenbachs Parzival (Buch VI), Basiles Märchen Der Rabe, Die drei Zitronen. Über das Hohelied klingen indirekt vielleicht weitere mystische Werke wie Jakob Böhmes Aurora an.

## Varianten

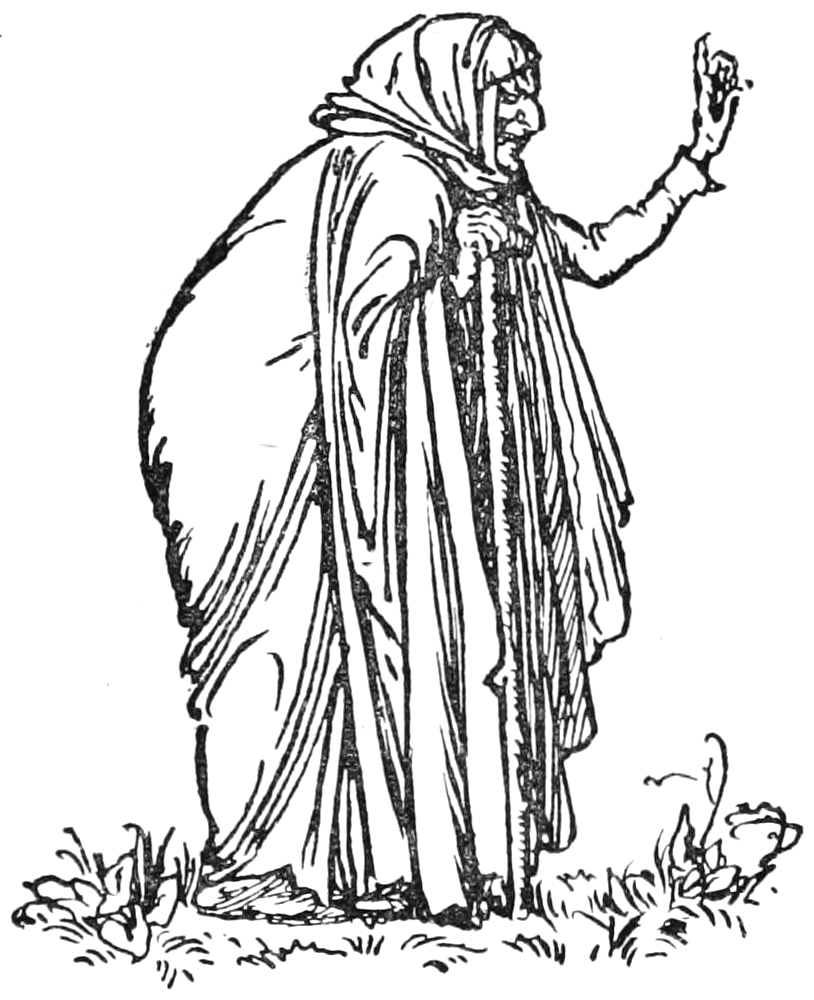
Illustration von Robert Anning Bell, 1912

Die Märchenklassifikation von Aarne und Thompson nennt einen eigenen Typ 405 Jorinde und Joringel, für den sich aber kaum Beispiele aus der Volksdichtung fanden. Während also Zeitgenossen das Märchen noch für authentisch hielten, interessiert sich die vergleichende Märchenforschung nur am Rande dafür. Zu Einzelmotiven vgl. in Basiles Pentameron II,2 Verde Prato. Vergleichbar bei Ludwig Bechstein wären Die Hexe und die Königskinder in Deutsches Märchenbuch (zu Rose, Tau und Nachtigallen auch Die Rosenkönigin in der Ausgabe von 1845) und Vom Knaben, der das Hexen lernen wollte, Klare-Mond, Vom Hasen und dem Elefantenkönige in Neues deutsches Märchenbuch. Ignaz Vinzenz Zingerle findet ein Tiroler Märchen von einem Bauer, der im Mondschein noch sein Korn schneiden will und eine Stimme hört: der tag ist dein, / die nacht ist mein, / schere dich nach hause bald, / sonst verfallst du einer üblen gewalt. Ursula Enderle berichtet eine Variante Der Mädchenvogel aus dem serbokroatischen Raum. In einer spanischen Variante tötet Joringel eine Schlange als Wächter. Psychologisch ähnlich ist zum Beispiel ein südafrikanisches Märchen von der Himmelsfrau, die am Lichtfaden eines Sterns zur Erde kam, mit einem geheimen Himmelsgut in einem Korb.

## Rezeptionen und Parodien
Novalis mochte Märchen und kannte Jung-Stillings Werk. Er verwendet in seinem Roman Heinrich von Ofterdingen eine ähnliche Symbolsprache wie er: Ruinen im Wald, Lauf der Sonne, Sympathie der Gegensätze. Insbesondere gibt es eine Szene Ende des vierten Kapitels, wo er und die orientalische Sklavin Zulima im Wald unter aufgehendem Mond zum Schloss aufsteigen, wo sie einer Horde Kreuzritter dienen muss. Die dabei zum Ausdruck kommende Sehnsucht nach dem Morgenland erinnert auch an Stillings Roman Das Heimweh. Verglichen mit Stillings moralisch-seelischem Ansatz scheint Novalis die Natur geistig erkennen zu wollen, was sich in der Suche nach einer hohen blauen Blume ausdrückt. Sie wurde Sinnbild der Romantik. Auch Joseph von Eichendorffs Novelle Das Schloß Dürande klingt etwas ähnlich, besonders am Anfang, auch eine Waldszene in Dichter und ihre Gesellen scheint darauf anzuspielen. Vgl. ferner Oscar Wildes Die Nachtigall und die Rose. „Gift und Galle“ ist auch die Hexe in Nr. 3 Die Prinzessin auf dem Baum und der Zauberer in Nr. 39 Die beiden feindlichen Könige in Ulrich Jahns Volksmärchen aus Pommern und Rügen.
Hans-Jörg Uther findet Belege für mündliche Erzählungen besonders im skandinavischen, irischen, deutschen und slawischen Raum, die meist auf Grimms, seltener auf Jung-Stillings Version zurückgehen, sowie Parodien, die die Hexe als Rivalin auffassen. Letzteres würde an Märchen von der falschen Braut erinnern (AaTh 403, 533: KHM 13, 89, 135). In Ina Seidels Roman Das Wunschkind hört der Held das Märchen, als grade seine Schwester entführt wird. Beide werden immer wieder mit den Motiven Sonne, Mond, Lerche, Katze, versteinert sein belegt, sie sogar als Undine bezeichnet. Bühneninterpreten, aber auch der Anthroposoph Rudolf Meyer legen Jorinde und Joringel weitere Gedichte in den Mund. In Janoschs Parodie wird Jorinde mit dem Lied in einem Blumenkreis zur Nachtigall, worauf Joringel in jedem Vogelkäfig sucht und ihr schließlich nachfolgt. Dass hier keine Hexe vorkommt passt zu der Beobachtung, dass i. Ggs. zu anderen Märchen die Magie bloß die Seelenlage des Paares ummalt. Bei Bernhard Kaczmarek isst die Hexe Jungfernfleisch, überlegt es sich aber anders und verführt Joringel. Jörg Steiner parodiert lediglich, wie auch Kaczmarek, die sprachlichen Wendungen des Märchens. Margaret Mahys Jugendbuch Die andere Seite des Schweigens bezieht sich auf das Märchen, indem eine Frau ihr behindertes Kind aus Scham in den Turm sperrt und im Haushalt ein stummes Mädchen anstellt, das ihr Geheimnis lüftet.
Der Vorname Jorinde fand eine gewisse Verbreitung. In der DDR erschien eine Briefmarkenserie mit sechs Jorinde und Joringel-Motiven. Die Verfilmung der DEFA von 1986 formt aus dem Märchen eine Antikriegserzählung, wobei der Zauberin eine moralisch positive Rolle zukommt. In Aarhus (Dänemark) heißt ein Verlag Jorinde & Joringel. Auch ein Berliner Kindergarten nennt sich so.

## Bühnenstücke und Musik
Hans Schönfelds Theaterstück Joringel und Jorinde (1930) fasst das Paar als Adoptivgeschwister auf. Joringel als Schäfer heilt vergeblich ein Goldgräberpaar von Habsucht, begegnet im Gebirge einem ausgesetzten Sünder und findet die blaue Blume auf einem schneebedeckten Gipfel. Man erkennt die Bildsprache aus Jung-Stillings Büchern wieder, zum Beispiel Gelb als Farbe des Verderbens. Auch Erich Bauer kombiniert 1949 Novalis’ blaue Blume mit Stillings Gelb als Trauerfarbe.
Es gibt eine Oper Jorinde und Joringel von Günter Bialas (1963), die der Musikwissenschaftler Heinz-Albert Heindrichs hervorhebt. Weiterhin gibt es gleichnamige Bühnenstücke von Martha Schlinkert, Karlheinz Komm, Claudia Hann, ein Musikstück von Rolf Lukowsky, ein Stück der Gruppe Wilde Reiter in Hannover 2007 (Jorinde und Joringel. A true Lovestory. Regie: Wolfgang A. Piontek). Auf den Brüder Grimm Festspielen Hanau in Hanau war mehrmals ein Theaterstück, 1999 ein Musical in Uraufführung im Programm. Roland Zoss vertonte 2003 Jorinde und Joringel in der Schweizer Mundart-Märchenserie Liedermärli. Die Pagan-Folk-Band Faun singt auf ihrem 2019 veröffentlichten Album Märchen & Mythen den Titel Jorinde.

## Hörbuch
- Klassik-Hörbücher für Kinder: Gebrüder Grimm: Jorinde und Joringel. Gelesen von Samuel Weiss. Edition See-Igel/SWR SG 019, 2006; 56 Min.[50] Preis der deutschen Schallplattenkritik Quartalspreis 4/2006.[51]

## Filme
- 1920: Jorinde und Joringel, Deutschland, Zeichentrickfilm[52], der nicht erhalten ist.
- 1957: Jorinde und Joringel, DDR, DEFA-Puppentrickfilm, 20 min., Regie: Johannes Hempel.
- 1978: Jorinde en Joringel, Niederlande, Zeichentrickfilm, 10 min., Regie: Niek Reus.
- 1986: Jorinde und Joringel, DDR, DEFA-Spielfilm, 76 min., Regie: Wolfgang Hübner.
- 1987: Gurimu Meisaku Gekijo, japanische Zeichentrickserie, 30 min., Folge 17 yorinde to yoringeru.
- 1995: Jorinda and Joringel, USA, Stummfilm, schwarzweiß, 30 min., Regie: Lisa Hammer.
- 2011: Jorinde und Joringel, Deutschland, Märchenfilm der 4. Staffel aus der ARD-Reihe Sechs auf einen Streich, Regie: Bodo Fürneisen, mit Llewellyn Reichman, Jonas Nay, Katja Flint und Uwe Kockisch.[53]

### Primärliteratur
- Johann Heinrich Jung-Stilling. Henrich Stillings Jugend, Jünglingsjahre, Wanderschaft und häusliches Leben. Bibliographisch ergänzte Ausgabe. Reclam, Stuttgart 1997, ISBN 3-15-000662-7, S. 73–75.
- Brüder Grimm. Kinder- und Hausmärchen. Vollständige Ausgabe. Mit 184 Illustrationen zeitgenössischer Künstler und einem Nachwort von Heinz Rölleke. 19. Auflage. Artemis & Winkler, Düsseldorf und Patmos, Zürich 1999, ISBN 3-538-06943-3, S. 382–384.
- Brüder Grimm: Kinder- und Hausmärchen. Ausgabe letzter Hand mit den Originalanmerkungen der Brüder Grimm. Mit einem Anhang sämtlicher, nicht in allen Auflagen veröffentlichter Märchen und Herkunftsnachweisen herausgegeben von Heinz Rölleke. Band 3: Originalanmerkungen, Herkunftsnachweise, Nachwort. Durchgesehene und bibliographisch ergänzte Ausgabe. Reclam, Stuttgart 1994, ISBN 3-15-003193-1, S. 131, 473.

### Nachschlagewerke
- Hans-Jörg Uther: Handbuch zu den Kinder- und Hausmärchen der Brüder Grimm. de Gruyter, Berlin 2008, ISBN 978-3-11-019441-8, S. 164–167.
- Hans-Jörg Uther: Jorinde und Joringel. In: Enzyklopädie des Märchens. Band 7. Berlin, New York, 1993, S. 632–635.
- Walter Scherf: Das Märchenlexikon. Erster Band A–K. Beck, München 1995, ISBN 3-406-39911-8, S. 634–635.
- Antti Aarne, Stith Thompson: The types of the folktale. A classification and bibliography. 2. Auflage. Helsinki 1961, S. 135.

### Sekundärliteratur und Deutungen
- Hans-Jörg Uther: Die Brüder Grimm und Heinrich Jung-Stilling. Von Jorinde und Joringel und anderen Erzählungen. In: Ulrich Müller. Margarete Springeth: Paare und Paarungen. Festschrift für Werner Wunderlich zum 60. Geburtstag. Heinz, Stuttgart 2004, ISBN 3-88099-425-0, S. 294–305.
- Hedwig von Beit: Symbolik des Märchens. Francke, Bern 1952. S. 280.
- Hedwig von Beit: Gegensatz und Erneuerung im Märchen. Zweiter Band von «Symbolik des Märchens». 2. Auflage. Francke, Bern 1956, S. 56, 61, 71, 210, 239, 561.
- Lutz Röhrich: Märchen und Wirklichkeit. Steiner, Wiesbaden 1956, S. 66, 81, 185, 187.
- Lutz Röhrich: „und weil sie nicht gestorben sind …“. Anthropologie, Kulturgeschichte und Deutung von Märchen. Böhlau, Köln, Weimar, Wien 2002, ISBN 3-412-11201-1.
- Verena Kast: Wege aus Angst und Symbiose. Märchen psychologisch gedeutet. dtv, München 1987, ISBN 3-530-42100-6, S. 190–198.
- Ulla Wittmann: Ich Narr vergaß die Zauberdinge. Märchen als Lebenshilfe für Erwachsene. Ansata, Interlaken 1985, ISBN 3-7157-0075-0, S. 85–92.

### Anthroposophie
- Rudolf Müller: Jorinde und Joringel. Wenn durch Trennung die Liebe erwacht. Weisheit im Märchen. Kreuz, Stuttgart 1997, ISBN 3-268-00044-4.
- Friedel Lenz: Bildsprache der Märchen. 8. Auflage. Freies Geistesleben und Urachhaus, Stuttgart 1997, ISBN 3-87838-148-4, S. 197–203, 245, 250, 256–264.
- Edzard Storck: Alte und neue Schöpfung in den Märchen der Brüder Grimm. Lorber und Turm, Bietigheim 1977, ISBN 3-7999-0176-0, S. 413–415, 408–411.
- Rudolf Meyer: Die Weisheit der deutschen Volksmärchen. 5. Auflage. Urachhaus, Stuttgart 1963, S. 144–146, 198–199.
- Marcus Kraneburg: Grimmsche Märchen als Spiegel der Seele. Mayer, ISBN 978-3-86783-002-7, S. 109–116.
- Christa M. Siegert: Geheime Botschaft im Märchen. Eine Entschlüsselung von Christa M. Siegert mit sieben Graphiken von B. Schollenberg. Hermanes T. Verlag, 1991, ISBN 3-925072-04-7. S. 141–161.

### Theaterstücke (Auswahl)
- Claudia Hann: Jorinde und Joringel. Theaterstück. Ein Musikmärchen nach Heinrich Jung Stillung. Uraufführung Cassiopeia Theater Köln, 2000.
- Hans Schönfeld: Joringel und Jorinde. Ein Märchenspiel in 5 Akten. Talis, Leipzig.
- Ella Gloël: Jorinde und Joringel. Ein Märchenspiel nach dem gleichnamigen Märchen von Gebr. Grimm. Buchner, München 1941.
- Erich Bauer: Jorinde und Joringel. Ein Märchenspiel nach Gebr. Grimm. Mit Musik. Buchner, München 1949.
- Harald Grill: Jorinde und Joringel im Wackersdorfer Wald. 22 Bilder einer Himmelsbeerdigung. Theaterstück. Unterforsthuber & Roßmanit, Traunreut 1987. Städtische Bühnen Regensburg, Uraufführung am 6. November 1987 (das Stück rezipiert die Kontroverse um die Wiederaufarbeitungsanlage Wackersdorf).